# (300087) 2006 UX228
(300087) 2006 UX228 es un asteroide perteneciente al cinturón de asteroides, descubierto el 20 de octubre de 2006 por el equipo del Near Earth Asteroid Tracking desde el Observatorio del Monte Palomar, Estados Unidos.

## Designación y nombre
Designado provisionalmente como 2006 UX228.

## Características orbitales
2006 UX228 está situado a una distancia media del Sol de 3,002 ua, pudiendo alejarse hasta 3,706 ua y acercarse hasta 2,297 ua. Su excentricidad es 0,234 y la inclinación orbital 9,946 grados. Emplea 1899,92 días en completar una órbita alrededor del Sol.

## Características físicas
La magnitud absoluta de 2006 UX228 es 16,1.